# Giải vô địch bóng đá Nam Mỹ 1955
Giải vô địch bóng đá Nam Mỹ 1955 là giải vô địch bóng đá Nam Mỹ lần thứ 23, diễn ra ở Chile từ 27 tháng 2 đến 30 tháng 3 năm 1955. Giải đấu có 6 đội tuyển tham gia, đấu vòng tròn tính điểm để chọn ra nhà vô địch. Argentina giành chức vô địch lần thứ 10 sau khi vượt qua đội chủ nhà Chile ở lượt trận đấu cuối.

## Địa điểm
| Santiago                    |
| --------------------------- |
| Sân vận động quốc gia Chile |
| Sức chứa: 70.000            |
|                             |

## Kết quả
| Đội       | Pld | W | D | L | GF | GA | GD  | Pts |
| --------- | --- | - | - | - | -- | -- | --- | --- |
| Argentina | 5   | 4 | 1 | 0 | 18 | 6  | +12 | 9   |
| Chile     | 5   | 3 | 1 | 1 | 19 | 8  | +11 | 7   |
| Perú      | 5   | 2 | 2 | 1 | 13 | 11 | +2  | 6   |
| Uruguay   | 5   | 2 | 1 | 2 | 12 | 12 | 0   | 5   |
| Paraguay  | 5   | 1 | 1 | 3 | 7  | 14 | −7  | 3   |
| Ecuador   | 5   | 0 | 0 | 5 | 4  | 22 | −18 | 0   |

## Trận đấu
| Chile                                                                                             | 7–1 | Ecuador                    |
| ------------------------------------------------------------------------------------------------- | --- | -------------------------- |
| Enrique Hormazábal 27', 47', 53' · Díaz Zambrano 31', 35' · René Meléndez 33' · Jorge Robledo 55' |     | Washington Villacreses 64' |

| Argentina                                                    | 5–3 | Paraguay                                                        |
| ------------------------------------------------------------ | --- | --------------------------------------------------------------- |
| Rodolfo Micheli 5', 18' (ph.đ.), 64', 83' · José Borello 74' |     | Máximo Rolón 13' · Eulogio Martínez 47' · Salvador Villalba 89' |

| Chile                                                                                 | 5–4 | Perú                                                                                             |
| ------------------------------------------------------------------------------------- | --- | ------------------------------------------------------------------------------------------------ |
| Manuel Muñoz 9' · Jorge Robledo 13', 57' · Enrique Hormazábal 52' · Ramírez Banda 84' |     | Félix Castillo 35' · Guillermo Barbadillo 62' · Cornelio Heredia 63' (ph.đ.) · Gómez Sánchez 83' |

| Uruguay                                                        | 3–1 | Paraguay         |
| -------------------------------------------------------------- | --- | ---------------- |
| Carlos Borges 2' · Julio Abbadie 5' · Óscar Míguez 86' (ph.đ.) |     | Máximo Rolón 23' |

| Argentina                                                                         | 4–0 | Ecuador |
| --------------------------------------------------------------------------------- | --- | ------- |
| Ricardo Bonelli 11' · Ernesto Grillo 24' · Rodolfo Micheli 28' · José Borello 71' |     |         |

| Perú                                                              | 4–2 | Ecuador                |
| ----------------------------------------------------------------- | --- | ---------------------- |
| Gómez Sánchez 11', 15' · Honorato Gonzabay 29' (l.n.), 88' (l.n.) |     | Isidro Matute 34', 61' |

| Chile                                     | 2–2 | Uruguay                 |
| ----------------------------------------- | --- | ----------------------- |
| Manuel Muñoz 30' · Enrique Hormazábal 72' |     | Américo Galván 24', 41' |

| Paraguay                      | 2–0 | Ecuador |
| ----------------------------- | --- | ------- |
| Máximo Rolón 16', 32' (ph.đ.) |     |         |

| Argentina                                | 2–2 | Perú                   |
| ---------------------------------------- | --- | ---------------------- |
| Ernesto Grillo 7' · Carlos Cecconato 41' |     | Gómez Sánchez 23', 57' |

| Chile                                                                   | 5–0 | Paraguay |
| ----------------------------------------------------------------------- | --- | -------- |
| René Meléndez 10', 52' · Manuel Muñoz 77', 79' · Enrique Hormazábal 82' |     |          |

| Perú              | 1–1 | Paraguay         |
| ----------------- | --- | ---------------- |
| Alberto Terry 33' |     | Máximo Rolón 65' |

| Uruguay                                                                         | 5–1 | Ecuador           |
| ------------------------------------------------------------------------------- | --- | ----------------- |
| Américo Galván 4' · Óscar Míguez 12' · Julio Abbadie 26', 80' · Julio Pérez 54' |     | Isidro Matute 36' |

| Argentina                                                                 | 6–1 | Uruguay          |
| ------------------------------------------------------------------------- | --- | ---------------- |
| Rodolfo Micheli 37', 61' · Ángel Labruna 39', 71', 87' · José Borello 76' |     | Óscar Míguez 32' |

| Perú                                     | 2–1 | Uruguay          |
| ---------------------------------------- | --- | ---------------- |
| Roberto Castillo 11' · Gómez Sánchez 68' |     | Walter Morel 72' |

| Argentina           | 1–0 | Chile |
| ------------------- | --- | ----- |
| Rodolfo Micheli 59' |     |       |

### Vô địch
| Vô địch Cúp bóng đá Nam Mỹ 1955 Argentina Lần thứ 10 |

## Danh sách cầu thủ ghi bàn
8 bàn
- Rodolfo Micheli

6 bàn
| - Enrique Hormazabal | - Gómez Sánchez |  |

5 bàn
- Maximo Rolón

4 bàn
- Manuel Muñoz

3 bàn
| - José Borello - Ángel Labruna - Jorge Robledo | - René Meléndez - Isidro Matute - Julio Abbadie | - Américo Galván - Óscar Míguez |

2 bàn
| - Ernesto Grillo | - Díaz Zambrano |  |

1 bàn
| - Ricardo Bonelli - Carlos Cecconato - Ramírez Banda - Washington Villacreses - Eulogio Martínez | - Salvador Villalba - Guillermo Barbadillo - Félix Castillo - Cornelio Heredia - Roberto Castillo | - Alberto Terry - Carlos Borges - Julio Pérez - Walter Morel |

phản lưới nhà
- Honorato Gonzabay (2 bàn trong trận gặp Peru)